# Paititi
Paititi là "thành phố mất tích" của người Inca, nơi trốn ẩn huyền bí của họ tại miền Đông của Peru.

## Lịch sử
Sau khi Francisco Pizarro xâm chiếm vương quốc Inca vào năm 1533, những người Inca cuối cùng lùi về ngôi thành trì trên núi Vilcabamba. Từ đấy họ đã tiến hành một cuộc chiến tranh du kích kéo dài gần 40 năm chống lại những người Tây Ban Nha chiếm đóng. Mãi đến năm 1572, những người Tây Ban Nha xâm chiếm Nam Mỹ (conquistador) mới có thể chiếm được thành Vilcabamba và giết chết vị vua Inca cuối cùng là Túpac Amaru. Thế nhưng tại thời điểm này thành gần như đã bị bỏ trống, người dân đã mang theo toàn bộ châu báu của các vị vua Inca chạy trốn về phía đông vào trong rừng rậm.
Mãi đến năm 2001 câu chuyện này mới có thể được xác nhận sau khi nhà khảo cổ học người Ý Mario Polia tìm thấy tờ tường trình của nhà truyền đạo Andrea Lopez trong các văn thư lưu trữ của dòng tu Jesus (tiếng Anh: Society of Jesus) tại Roma. Trong văn kiện ra đời vào khoảng năm 1600 này, Lopez đã mô tả một thành phố lớn nhiều vàng, bạc và đá quý, được người thổ dân gọi là Paititi. Lopez đã báo tin này cho Giáo hoàng tại Roma. Nhiều giả thuyết cho rằng vị trí chính xác của Paititi đã được tòa thánh Vatican giữ bí mật từ đấy.
Trong các phương tiện truyền thông, Paitit thường được xem là Eldorado. Thế nhưng huyền thoại về Eldorado có nguồn gốc từ cao nguyên Columbia chứ không phải tại Peru.

## Các chuyến khảo sát
Từ 1990 nhiều nhà nghiên cứu và khảo cổ học đã có nhiều nỗ lực lớn tìm kiếm dấu vết của truyền thuyết về Paitit. Các chuyến đi khảo sát dẫn đến khu vực Madre de Dios gần như vẫn hoàn toàn chưa được khai phá nằm về phía đông của Cuzco hay trong vùng về phía đông của hồ Titicaca tại Bolivia.
- 1925 - Percy Harrison Fawcett (Mato Grosso, mất tích)
- 1972 - Bob Nichols
- 1997 - Lars Hafksjold (Madre de Dios, Peru)
- Tháng 5 đến tháng 9 năm 2001 - Koto Mama khảo sát giai đoạn III (vùng Amazonas)
- 1984 đến 2002 – tổng cộng 12 cuộc khảo sát của Gregory Deyermenjian trong vùng Madre de Dios
- 2002 - Jacek Palkiewicz (Madre de Dios)
- Tháng 6 năm 2004 - Gregory Deyermenjian
- 2005 – cho đến thời điểm này là chuyến khảo sát cuối cùng của Thierry Jamin và Herbert Cartagena

Kết quả của các đi chuyến khảo sát mang lại nhiều hứa hẹn. Đường mòn Inca, hình khắc trên đá cũng như nhiều dấu tích và đã được tìm thấy. Người ta đã có kế hoạch tiến hành thêm ít nhất một chuyến khảo sát nữa trong năm 2006.